# Luke Salisbury
Luke Lui Matai Salisbury (ur. 15 września 2004 w Dunedin) – samoańsko-nowozelandzki piłkarz, występujący na pozycji obrońcy w nowozelandzkim klubie Roslyn-Wakari AFC oraz w reprezentacji Samoa. Uczestnik Pucharu Narodów Oceanii 2024.

## Statystyki

### Reprezentacyjne
Na podstawie:
| Mecze i gole w reprezentacji podczas Pucharu Narodów Oceanii 2024 | Mecze i gole w reprezentacji podczas Pucharu Narodów Oceanii 2024 | Mecze i gole w reprezentacji podczas Pucharu Narodów Oceanii 2024 | Mecze i gole w reprezentacji podczas Pucharu Narodów Oceanii 2024 | Mecze i gole w reprezentacji podczas Pucharu Narodów Oceanii 2024 | Mecze i gole w reprezentacji podczas Pucharu Narodów Oceanii 2024 | Mecze i gole w reprezentacji podczas Pucharu Narodów Oceanii 2024 | Mecze i gole w reprezentacji podczas Pucharu Narodów Oceanii 2024 |
| Lp.                                                               | Data                                                              | Miasto                                                            | Przeciwnik                                                        | Wynik                                                             | Gole                                                              | Inne                                                              | Faza rozgrywek                                                    |
| ----------------------------------------------------------------- | ----------------------------------------------------------------- | ----------------------------------------------------------------- | ----------------------------------------------------------------- | ----------------------------------------------------------------- | ----------------------------------------------------------------- | ----------------------------------------------------------------- | ----------------------------------------------------------------- |
| 1.                                                                | 16.06.2024                                                        | Suva                                                              | Tahiti                                                            | 0:2 (0:2)                                                         |                                                                   |                                                                   | Faza grupowa                                                      |
| 2.                                                                | 19.06.2024                                                        | Suva                                                              | Fidżi                                                             | 1:9 (0:3)                                                         | 47'                                                               |                                                                   | Faza grupowa                                                      |
| 3.                                                                | 22.06.2024                                                        | Suva                                                              | Papua-Nowa Gwinea                                                 | 1:2 (0:1)                                                         |                                                                   | 34'                                                               | Faza grupowa                                                      |

## Sukcesy
Na podstawie:
Brak ważniejszych osiągnięć.